# Máximo Gorki
Máximo Gorki (em russo: Максим Горький), pseudônimo de Alexei Maximovitch Peshkov (em russo:  Алексей Максимович Пешков; Nijni Novgorod, 28 de março de 1868 – Moscovo, 18 de junho de 1936), foi um escritor, romancista, dramaturgo, contista e ativista político russo.
Gorki foi escritor de escola naturalista que formou uma espécie de ponte entre as gerações de Anton Tchekhov e Liev Tolstói, e a nova geração de escritores soviéticos. Foi um defensor do governo de Stalin e da ditadura do proletariado no artigo Humanismo Proletário de 1934: "Lá, onde o proletariado governa, onde todos criam com sua mão poderosa, não há lugar para crendice, lá há uma crença, o resultado das forças da razão, e essa fé é criada pelos heróis, e não por deuses."

## Os anos difíceis da infância em Nijni Nóvgorod
Gorki nasceu em um meio social pobre, em Nijni Novgorod, cidade que em 1932 passou a se chamar Gorki (em homenagem ao próprio escritor) por ordem de Stalin. O nome da cidade foi revertido para o nome original em 1991. Órfão de pai foi criado pelo avô materno que era tintureiro. Em 1878 quando sua mãe faleceu teve que deixar a casa do avô para ir trabalhar. Foi sapateiro, desenhista, lavador de pratos num navio que percorria o Volga, onde teve contato com alguns livros emprestados pelo cozinheiro, o que acabou despertando sua consciência política.

## Os primeiros passos como escritor
Em 1883, com apenas 15 anos, publica dois romances, Romá Gordieiev e Os Três; aos 16 anos, muda-se para Kazan, onde tenta cursar gratuitamente a universidade, porém, não consegue e, frustrado, vai trabalhar como vigia num teatro para sobreviver. Mais tarde torna-se pescador no mar Cáspio e vendedor de frutas em Astrakan. Como a situação não melhorava, decide ir em busca de melhores oportunidades, e viaja para Odessa com um grupo de marginais nômades que iam de cidade em cidade à procura de emprego. Assim, ele exerce várias profissões, sofre com a miséria, a fome e o frio. Aos 19 anos volta a morar em Kazan, onde, desesperado com a situação e sem vontade de continuar vivendo, tenta o suicídio com um tiro, o qual atinge um dos pulmões, mas sobrevive e para piorar mais a situação, adquire tuberculose. Mas essa experiência fatídica resultará anos depois em dois escritos: Um incidente na vida de Makar, escrito em 1892, e, Como aprendi a escrever, publicado, muito mais tarde, em 1912.

## A iniciação ao comunismo
A partir da frustrada tentativa contra sua vida, engaja-se na vida política, lê Marx e segue os passos de Lênin. Em 1890 é preso em Nijni-Nóvgorod, acusado de exercer atividades subversivas; pouco tempo depois, foi posto em liberdade e volta a viajar sem destino acompanhado de indigentes miseráveis.
Publica seu primeiro conto em 1892, intitulado Makar Tchudra, e, para desviar a atenção das autoridades, que o vigiavam, adota o pseudônimo Máximo Gorki, o que lhe facilitou um emprego no jornal de Samara, o Saramarskaia Gazieta. Assim, consegue grande alcance, tanto como jornalista quanto como escritor. Logo a seguir, Gorki aderiu novamente ao marxismo e militou em inúmeros grupos revolucionários, o que lhe resultou em mais uma temporada na prisão.

## O primeiro grande sucesso
Após sair da prisão em 1901, começa a escrever para teatro. Em julho, escreve Ralé, peça em que a fala é menos pronunciável e os gestos reconstituídos que o intangível fluxo de almas humanas no interminável e escorregadio contato de uma com as outras. A peça reúne suas cambiantes sobre um foco definido e sua conclusão tem uma firmeza clássica.
Em 1902, escreve Pequenos Burgueses, peça teatral, a qual, segundo críticos atuais, se Gorki escrevesse hoje, não mudaria uma única palavra. A estreia de Pequenos Burgueses foi no Teatro de Arte de Moscou, e a peça obteve um grande sucesso, mesmo com os cortes impostos pela censura. O texto foi concebido em 1900, quando ainda se encontrava preso, e Gorki trabalhou algum tempo na peça, até que ela atingisse uma forma satisfatória. No início tinha o título de: Cenas em Casa dos Bessemov, Esboço Dramático em Quatro Atos. Na verdade, a peça não segue uma linha de ação única, mas é antes um mosaico de situações e personagens representativas da vida russa da época. As personagens de Pequenos Burgueses vivem num meio mesquinho, revelando-se quase sempre impotentes para vencer as barreiras desse meio. A impotência, em vários níveis, é o único elemento comum a todas elas. Cada um por seus motivos não consegue romper o asfixiante círculo familiar. A peça mostra o conflito entre os membros de uma família de comerciantes, dominada pela figura do pai autoritário que reprime os impulsos do filho intelectual e da filha deprimida. O único insurgente é o filho adotivo, o ferroviário Nill, que Gorki elege como uma espécie de operário do ano, isto é, um herói que vai conduzir a Rússia à revolução.

## Novamente a prisão
Toma parte, em 1905, na primeira revolução que pretendia derrubar o Czar Nicolau II da Rússia, e após o fracasso da intentona, acabou preso por subversão na cadeia de São Pedro e São Paulo, em São Petersburgo. No ano seguinte, porém, com a ajuda de outros intelectuais e sob fortíssima pressão da comunidade internacional, as autoridades russas foram obrigadas a libertá-lo. Organiza, a seguir, o jornal Nóvaia Jizni (Vida Nova), mas é obrigado a abandonar a Rússia.

## Anos de exílio

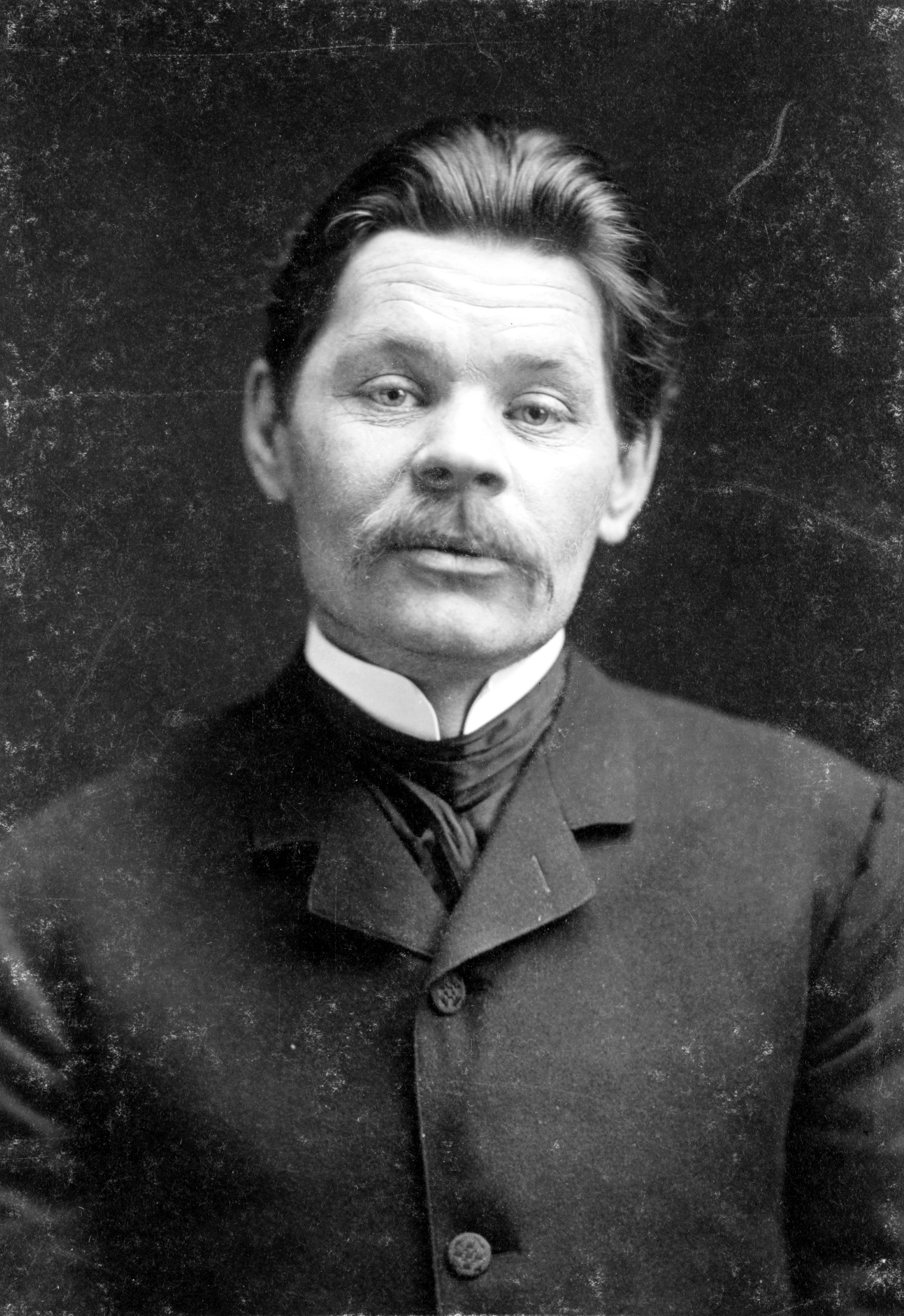
1906

Vai para os Estados Unidos, mas sua permanência é dificultada pelo embaixador russo, e, é vigiado pelo dono de um jornal de grande alcance, que o acusa de imoralidade pública já que ele se casara pela terceira vez. Juntamente com sua mulher Maria Budberg, se refugia em Staten Island, viaja então para a Itália e, em 1906 fixa sua residência em Capri, onde cria uma escola para imigrantes revolucionários que vai até 1914. Lá, escreve em 1906, Os Bárbaros, a peça de teatro, Os Inimigos, e o romance A Mãe em 1907.
Durante esse tempo de tranqüilidade em Capri escreve, Os Últimos em 1908, Gente Esquisita em 1910, Vassa Alheleznova em 1911, Os Kykov em 1912, e a trilogia autobiográfica: Infância', Ganhando meu pão e Minhas Universidades em 1912-13. Mas a sua obra-prima seria mesmo A Confissão, escrita em 1908.

## A volta à Rússia
Com o início da Grande Guerra em 1914, Gorki retorna a Rússia, dirige um jornal mensal Liétopis (crônica). Acompanha a revolução sem entretanto ir ao front, e torna-se grande amigo de Lênin.
Em 1921 adoece gravemente dos pulmões e volta para a Itália, em busca de um clima melhor, permanecendo em Sorrento durante vários anos. Ali escreve Recordações sobre Lênin em 1924, Os Artamonov em 1925 e A vida de Klim Samgin em 1927-36. Apesar de sua amizade com Lênin, o escritor só retornou definitivamente à Rússia em 1928, quando então, Gorki decide estabelecer-se definitivamente na União Soviética, apesar de sua saúde precária, transformando-se de imediato na maior figura literária do regime comunista.
Escreve então Yegor Bolychov, retratando o fim da classe média por meio da história de um comerciante. Em 1933, funda com o apoio de Stálin, o Instituto de Literatura Máximo Gorki. 

## O fim
Ainda estava escrevendo A vida de Klim Samgin, quando morreu de pneumonia, em 18 de junho de 1936. Foi sepultado com todas as honras oficiais e seu féretro acompanhado por Stálin e Molotov. Entretanto, em 1938, Leon Trótski tenta com o artigo Quatro médicos que sabiam demais, escrito para o New York Times, acusar Stálin de ter envenenado Gorki.

## O legado de Gorki
Há em Gorki a força do natural e a beleza do espontâneo, que tanto fascinam, em nossa busca de legitimidade. Há também a transfiguração da realidade, o surrealismo da fuga ao legítimo, que é uma espécie de descanso do espírito, no seu enquadramento real.
O que a vida e a obra de Górki mostram não é o revolucionário perigoso que, segundo os seus adversários, teria envenenado o mundo através da literatura, mas o homem em que a memória, marcada pela lembrança das agruras sofridas e das injustiças presenciadas, anseia pela transfiguração do mundo.
A obra de Gorki centra-se no submundo russo. O ficcionista registrou com vigor e emoção personagens que integravam as classes excluídas: operários, vagabundos, prostitutas, gente humilde, homens e mulheres do povo. Autores realistas e naturalistas já tinham incorporado estes setores sociais à literatura, mas olhavam para os pobres de fora, apenas com piedade ou com frieza. Gorki, ao contrário, conhecia aquele universo por dentro – ele próprio era um desses desvalidos – e soube captar o que havia de mais profundo na alma do povo russo. Daí a impressão de autenticidade que suas obras nos transmitem.
Sem dúvida, ele foi o criador da chamada literatura proletária que teve seguidores no mundo inteiro em sua época. Mesmo que o mundo resolvesse suas diferenças e corrigisse as injustiças sociais, ainda assim faltaria o último toque, aquele toque que construiu o templo literário de Gorki, resistente às manobras ideológicas e imunes à ação do tempo.
Sua biografia está marcada pela colaboração com o partido comunista, comandado por Lênin e Stalin.

## Controvérsias atuais sobre o escritor
Foi apontado como um dos principais teóricos da Construção de Deus.
O escritor Aleksandr Soljenítsyn, ganhador do prêmio Nobel de Literatura de 1970, relata um episódio desabonador que envolve o escritor Máximo Gorki. Ainda nos primórdios do regime soviético, alguns poucos prisioneiros do campo de concentração de Solovkí conseguiram fugir e divulgaram seus relatos sobre as atrocidades cometidas no Gulag. Então, começaram a ser publicados livros na Inglaterra denunciando os fatos criminosos e cruéis praticados contra os prisioneiros, os quais relatavam a prática sistemática de torturas e de execuções sumárias..
Diante da repercussão negativa no exterior, o regime soviético enviou o escritor Máximo Gorki para inspecionar aquele campo de concentração. Soljenítsyn conta que a visita de Gorki foi precedida de uma maquiagem promovida no campo de concentração, a qual visava a esconder as condições sub-humanas impostas aos prisioneiros. Diante da opressão gerada pelo terror ali praticado, nenhum prisioneiro ousou contar a Gorki o que efetivamente ocontecia.
Entretanto, um fato inusitado ocorreu. No dia 22 de junho de 1929, durante a visita à colônia infantil, também meticulosamente maquiada, Gorki foi abordado por um corajoso adolescente de 14 anos de idade. o qual afirmou que tudo o que ele estava vendo era mentira e perguntou-lhe se Gorki queria saber a verdade. Depois de ser dada ordem para que todos saíssem, Gorki passou uma hora e meia a sós com o garoto. Soljenítsyn afirma que Gorki saiu do barracão aos prantos e usa de ironia para referir-se ao fato de que o menininho teria tentado estragar a prosperidade de Gorki, obtida em troca de apoio ao regime. O heróico menino contou aos demais todos os fatos que havia denunciado a Gorki.
Soljenítsyn afirma que, no mesmo dia, o "Livro de referências" do campo de concentração registrou uma nota escrita por Gorki, na qual há um despudorado elogio aos guardiões da Revolução Russa. No dia seguinte, o corajoso menino, o qual ousou dizer a verdade, foi impiedosamente fuzilado. Ninguém sabe o seu nome, nenhuma estátua foi erigida em sua homenagem, mas a bravura do menininho amante da verdade foi registrada no livro "Arquipélago Gulag".
Soljenítsyn conta que, logo depois, aquilo que ele chama de "grande imprensa livre" publicou a manifestação de Máximo Gorki no sentido de que as denúncias feitas a respeito das atrocidades praticadas no campo de concentração de Solovkí eram infundadas e de que os prisioneiros viviam ali de modo esplêndido. 

## Obras destacadas
- Makár Tchudrá (1892)
- Chelkásh (1895)
- A velha Izerguíl (1894-1895)
- Malva (1897)
- Os ex-hombres (1897)
- Varenka Olessova (1898)
- O canto do falcão (1899)
- Tomás Gordéiev (1899)
- Os três (1900)
- Pequenos burgueses (1901)
- O canto do petrel (1901)
- O submundo (1902)
- O homem (1903)
- Os veraneantes (1904)
- Os filhos do sol (1905)
- Os bárbaros (1905)
- Os inimigos (1906)
- Três Vidas (1907)
- A mãe (1906-1907)
- Os últimos (1907-1908)

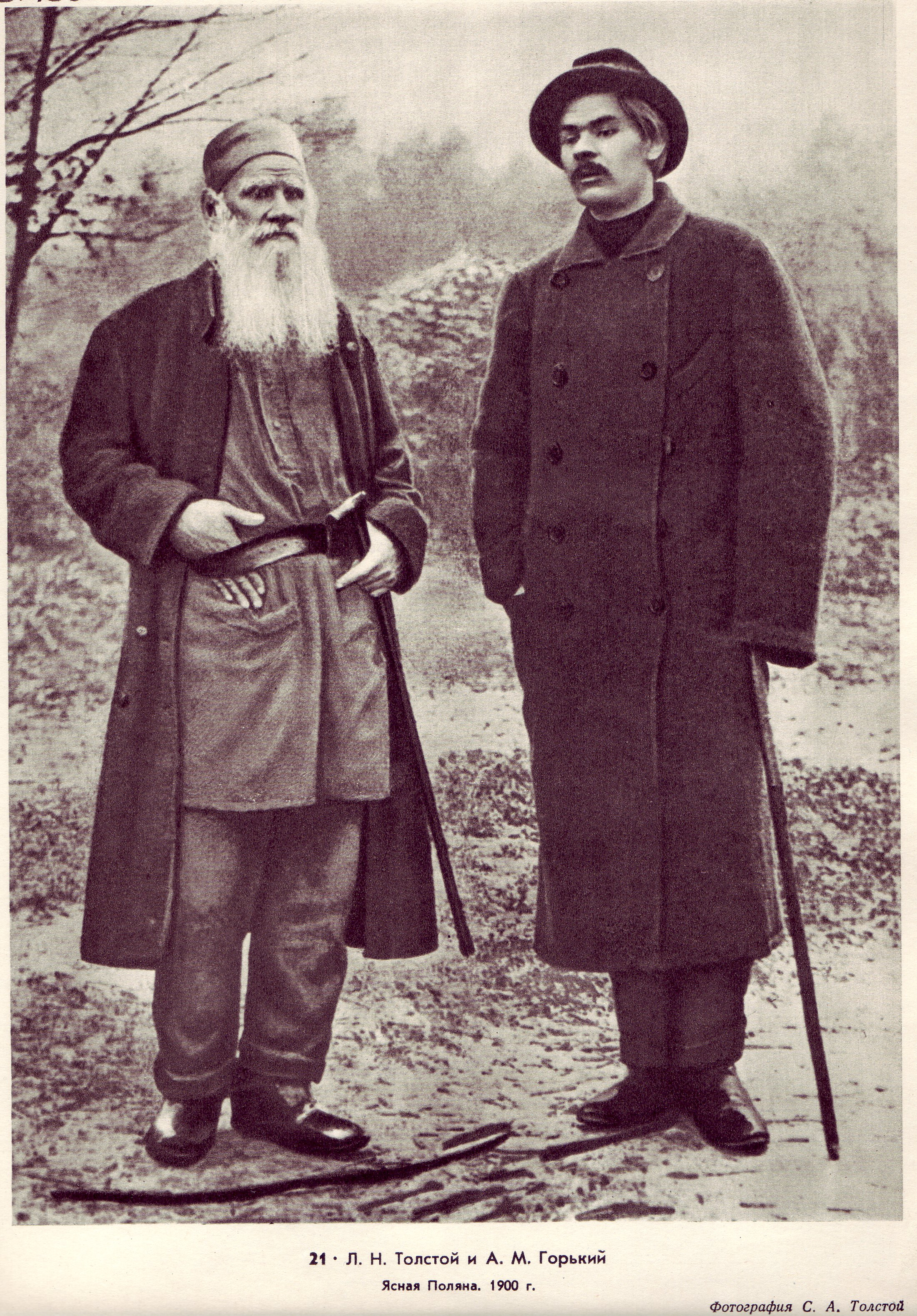
Tolstoy e Gorky em Tula, Rússia.

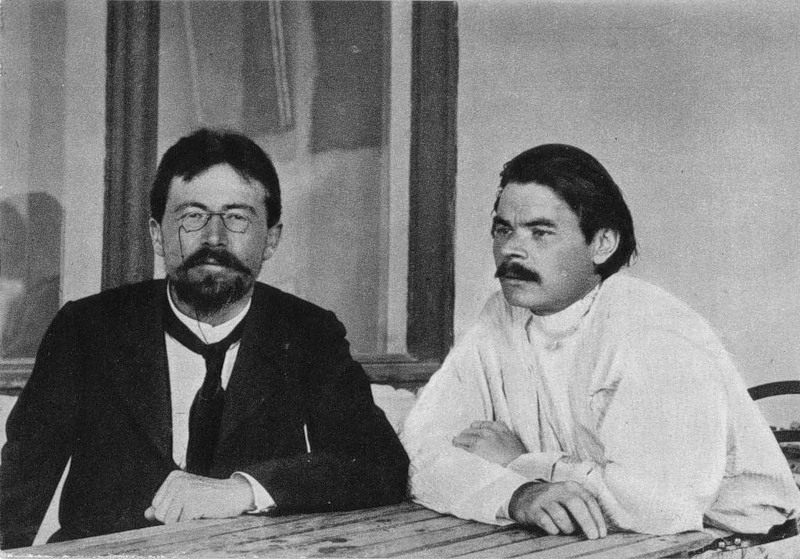
1900, Ialta, Rússia. Anton Chekhov e Gorky.

- A vida de um homem desnecessário (1908)
- A confissão (1908)
- A cidade Okurov (1909)
- A vida de Matvéi Kojemiákin (1909)
- Vassa Jeleznova (1910)
- Por Rússia (1912-1917), um ciclo de contos
- Сontos da Itália (1913)
- Infância (1913-1914)
- Entre os homens (1915-1916)
- Mis universidades (1923)
- A casa dos Artamonov ou A família Artamanov (Portugal) (1925)
- Quarenta anos. A vida de Klim Sanghin (1925-1936), tetralogía
- En Guadia! (1931)
- Yegor Bulychóv e os outros (1932)

### Teatro
- Albergue nocturno (1919) - em inglês é Night Lodging ou The Lower Depths. Apresentado no Teatro de Plymouth, a 22 de dezembro de 1919

## Adaptações cinematográficas
- Todos os filmes baseados em suas obras